# 乞乞仲象
乞乞仲象（？—698年），是渤海国创立者大祚荣的父亲。一说与大祚荣为同一人。

## 生平
根据宋朝欧阳修、宋祁等人编著的新唐书记载，（公元696年三月）万岁通天中，契丹李尽忠杀营州都督赵文翙反唐，靺鞨舍利乞乞仲象与靺鞨酋长乞四比羽及高句丽馀部度辽水东徙，保太白山之东北，阻奥娄河，树壁自固。武则天封乞四比羽为许国公，乞乞仲象为震国公，赦免其罪。乞四比羽拒不受命，武则天命玉钤卫大将军李楷固、中郎将索仇将其击斩。乞乞仲象亦病死，698年大祚荣击败李楷固，兼并乞四比羽部众，建国自号震国王。

## 桓檀古記的记载
据1911年成书的《桓檀古記》记载，大仲象是高句丽人，出生在高句丽，为高句丽振國將軍，出身贵族。661年，唐第二次入侵高句丽之时，大仲象在击退唐的入侵中做出了重要的贡献。渊盖苏文去世后，唐发动了对高句丽的第三次入侵，并于668年占领平壤。不过唐击败高句丽后并不能够控制高句丽故地。反唐复兴高句丽的运动发展迅猛。大仲象与其他的高句丽将领一起将高句丽的剩余部队在东牟山组织起来建立高句丽复兴政权（稱國後高句麗）。大仲象对其他试图建立高句丽复兴政权的高句丽遗民给以了无数的支持。他所建立的反唐复兴高句丽政权为大祚荣日后建立渤海国打下了良好的基础。698年大仲象去世，大仲象的儿子大祚荣与靺鞨將乞四比羽、契丹將李盡榮带领高句丽和靺鞨部队反唐并在天门岭之战战胜唐朝后建立起震国。
《桓檀古記》称大仲象建年号重光，被大祚荣尊为世祖、振國烈皇帝。
当今朝鲜半岛历史学家大量引用早已被证明是后人伪造的《桓檀古記》和《陕溪太氏族谱》中关于渤海的记事，并杜撰大量乞乞仲象和大祚榮的故事，并有一定量的文艺影视作品问世。

## 峽溪太氏
乞乞仲象被朝鮮半島的峽溪太氏（협계 태씨）奉為始祖。峽溪太氏据说是逃亡高丽的渤海国末代太子大光显的后裔。